# هارولد مارتن
هارولد مارتن (بالفرنسية: Harold Martin)‏ هو سياسي فرنسي، ولد في 6 أبريل 1954 في فرنسا. حزبياً، نشط في The Rally (New Caledonia) ‏ والاتحاد من أجل حركة شعبية. انتخب رئيس بلدية ‏ (16 مارس 1995 – ).